# Траписти
Траписти су католички монашки црквени ред, основан 1663. године.
Настали су реформисањем цистерцита, који су настали реформом бенедиктинског реда насталом у опатији Ла Трап (La Trappe) у Нормандији, а коју је предводио опат Жах Арман ле Бутилије де Ранс.
Многи самостани су познати по производњи сира који је по њима назван „Трапист“, а неке опатије познате су и по производњи пива, као и других природних, тзв. еколошких производа.

## Траписти на простору бивше Југославије
Године 1869, група од 7 монаха из њемачке опатије Мариавалд дошла је у Бању Луку и основала трапистички самостан „Марија Звијезда“.
Крајем 19. вијека прогнани траписти из француске опатије Септ Фонс купили су посјед и требало је да се настане у Речици код Карловца, али до тога због историјских околности ипак није дошло.
Послије потреса у Бањој Луци 1969, траписти из Бање Луке настањују се у Фрањевачки самостан у Клоштар Иванићу. Ондје остају до 1977. године. На мјесту тог самостана постојао је самостан цистерциткиња, основан 1232. године. Био је то у оно вријеме први женски самостан у Загребачкој бискупији.
Траписти су почетком 20. вијека били присутни и у Земунику Доњем код Задра. Била је то грангија тј. филијала опатије Марија Звијезда.
У посљедње двије, три године у Хрватској је изашло неколико књига трапистичких аутора (Томас Мертон, Андре Луф, Томас Кетинг) са жељом да католички духовни простор буде боље упознат с трапистичком мисли.

## Познатије опатије/самостани:
Аустрија
- Енгелсцел (Engelszell),

Босна и Херцеговина
- Марија Звијезда (Бања Лука, Република Српска),

Њемачка
- Мариавалд,

САД
- (Бредстаун, Кентаки),
- (Спенсер, Масачусетс),
- (Јужна Каролина),

Француска
- Ла Трап,
- Сито,
- Сет Фон,
- Мон де кат (Mont des Cats).